# 16683 Алепієрі
16683 Алепієрі (1994 JY, 1994 JO9, 1999 GK22, 16683 Alepieri) — астероїд головного поясу, відкритий 3 травня 1994 року.
Тіссеранів параметр щодо Юпітера — 3,227.